# 汶萊皇家航空
汶萊皇家航空（英語：Royal Brunei Airlines，爪夷文： ﻓﻧﺭﺑﺎڠن ﺩﻴﺮﺍﺝ ﺑﺮﻮﻧﻲ）簡稱汶萊航空，为文莱达鲁萨兰国最大的航空公司，也是國營的國際航空公司，为该国的载旗航空。該公司基地位于首都斯里巴加湾市以北的文莱国际机场。

汶萊皇家航空舊標誌

## 歷史

### 汶萊獨立前
汶萊皇家航空創立於1974年11月18日，當時只有兩架波音737客機，1975年4月14日首航飛往新加坡，並於同日飛往香港、亞庇和古晉，並分別在1976年和1977年開通馬尼拉和曼谷航線。三年後，文萊皇家航空公司購買了另一架波音737-200QC客機，並順利於1981年開辦吉隆坡航線，及1983年開辦達爾文航線。

### 汶萊獨立成國後
1986年，汶萊皇家航空引入首架波音757-200客機後，便開辦了台北航線，並在1988年開辦杜拜航線。1990年引入767-300ER後，開通了第一條飛往歐洲的航線，經曼谷和杜拜飛往蘭克福，同年增設停經新加坡和杜拜，飛往倫敦-格域的航線，但一年後改為使用希斯路機場。同年增設停經杜拜飛往珀斯和吉達的服務。
文萊於1984年1月1日從英國獨立，於1月3日增設飛往雅加達的航班，從而令汶萊皇家航空及汶萊首接連接了當時東盟的所有五個首都城市，包括：曼谷、雅加達、吉隆坡、馬尼拉和新加坡。
。

### 2000年代發展
2003年汶萊皇家航空接收首架A319，隨後更多的A320系列飛機陸續投入交付，以取代老舊的波音757。同年5月，飛行常客獎勵計劃「皇家天空」正式啟動。2004年汶萊皇家航空終止了台北航線，並在同年10月31日因為高油價關係終止了古晉和加爾各答航線，之後開通了悉尼航線。2008年1月26日終止了有長達24年歷史的達爾文航線，同時並終止了夏爾迦航線，而吉達航線改為直飛航線。汶萊皇家航空欲租借一架波音777以擴充其長途航線業務，首架波音777-200在2007年4月帶著汶萊皇家航空的塗裝出廠，卻未能成功交付給汶萊皇家航空。該飛機原本是負責歐洲和澳洲航線，以提高客運及貨運量。汶萊皇家航空在2007年的Skytrax星級評估中獲評為四星級航空公司，但在2011年卻被降為三星級航空公司。

### 平穩發展時期
2019年，文莱皇家航空与马印航空合资成立支线航空RB LINK，以ATR72主要运营飞往婆罗洲岛内的航班。但由於受2019冠状病毒病疫情影響，2020年3月停止運作，並重新併回汶萊皇家航空。

## 機隊

### 現役機隊

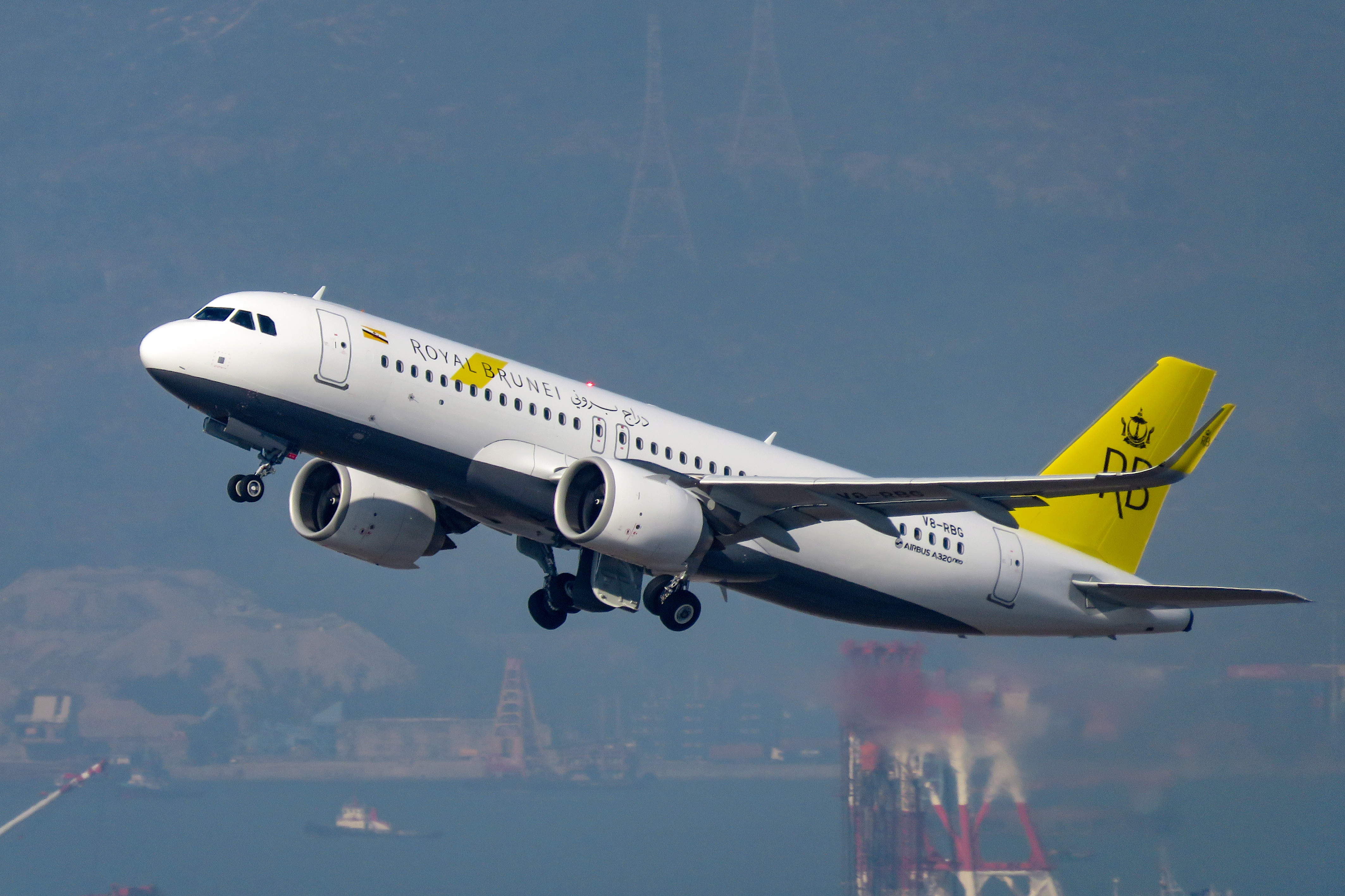
汶萊皇家航空的空中巴士A320neo型客機在香港國際機場起飛
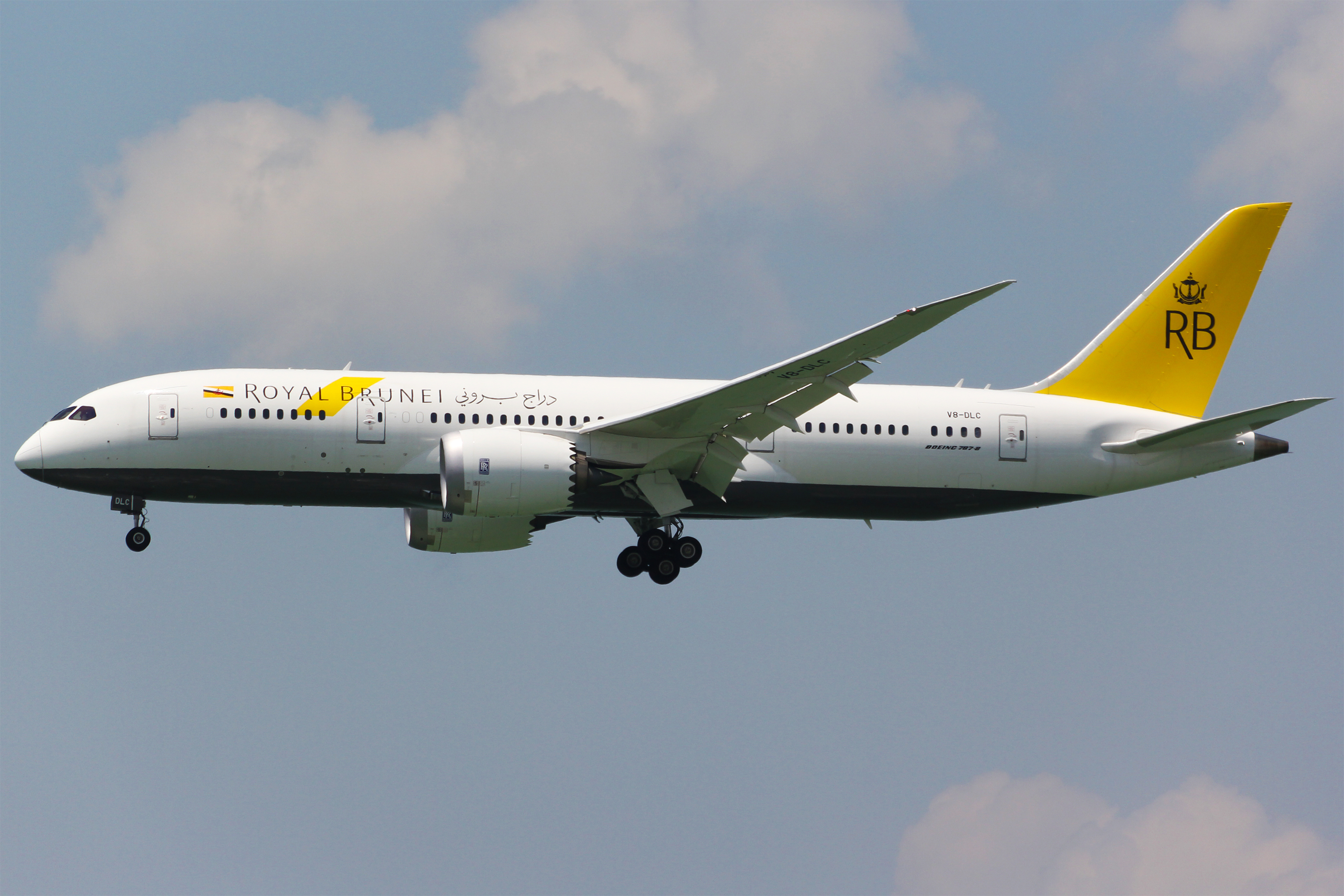
汶萊皇家航空的波音787-8在香港國際機場降落
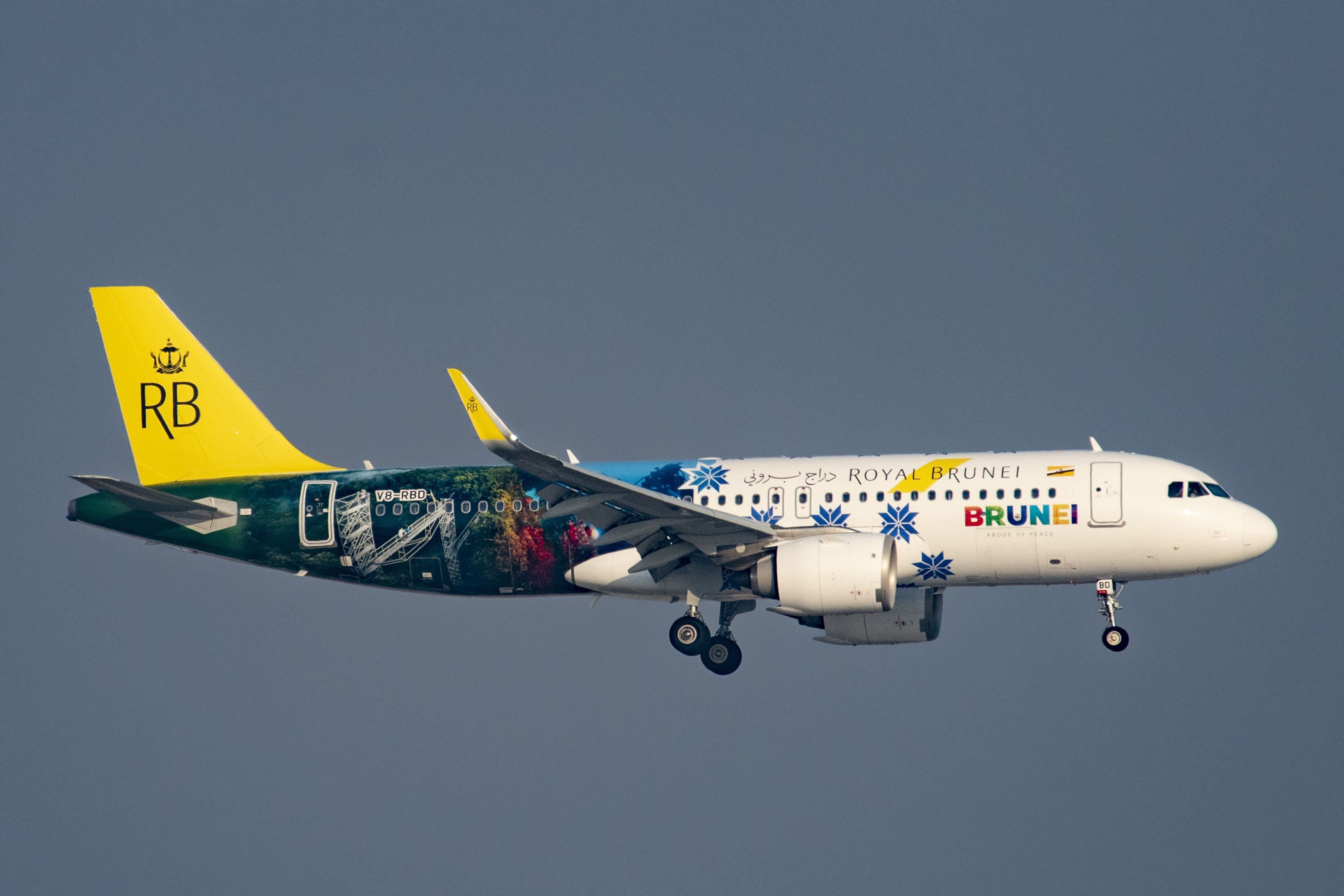
汶莱皇家航空的空中客车A320neo降落在北京大兴国际机场

截至2023年4月，皇家汶萊航空機隊如下：

### 退役機隊

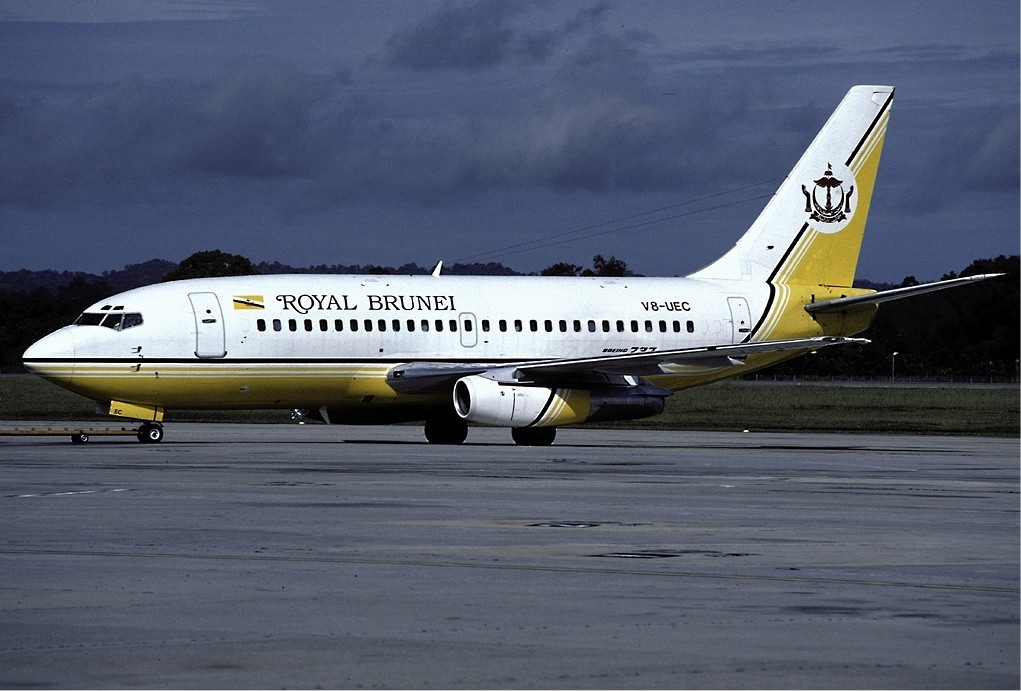
1987年，汶莱皇家航空其中一架波音737-200
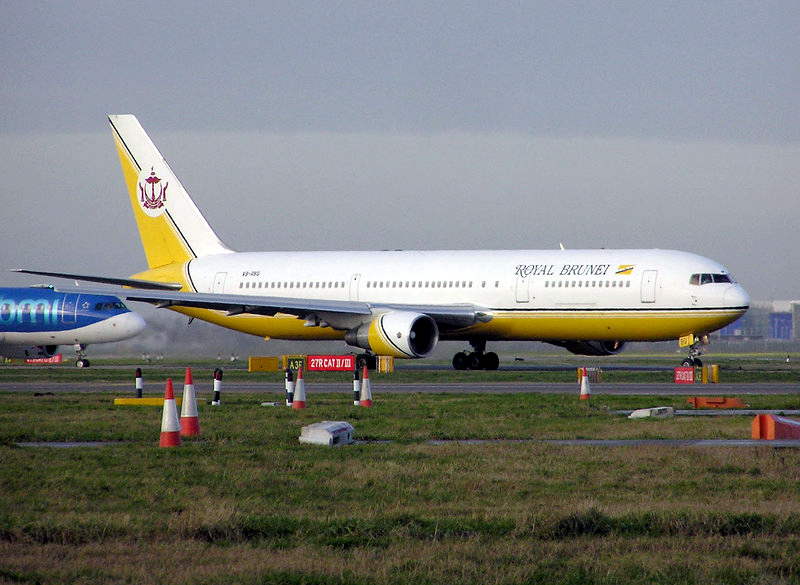
汶萊皇家航空公司的波音767-300在倫敦希斯洛機場起飛
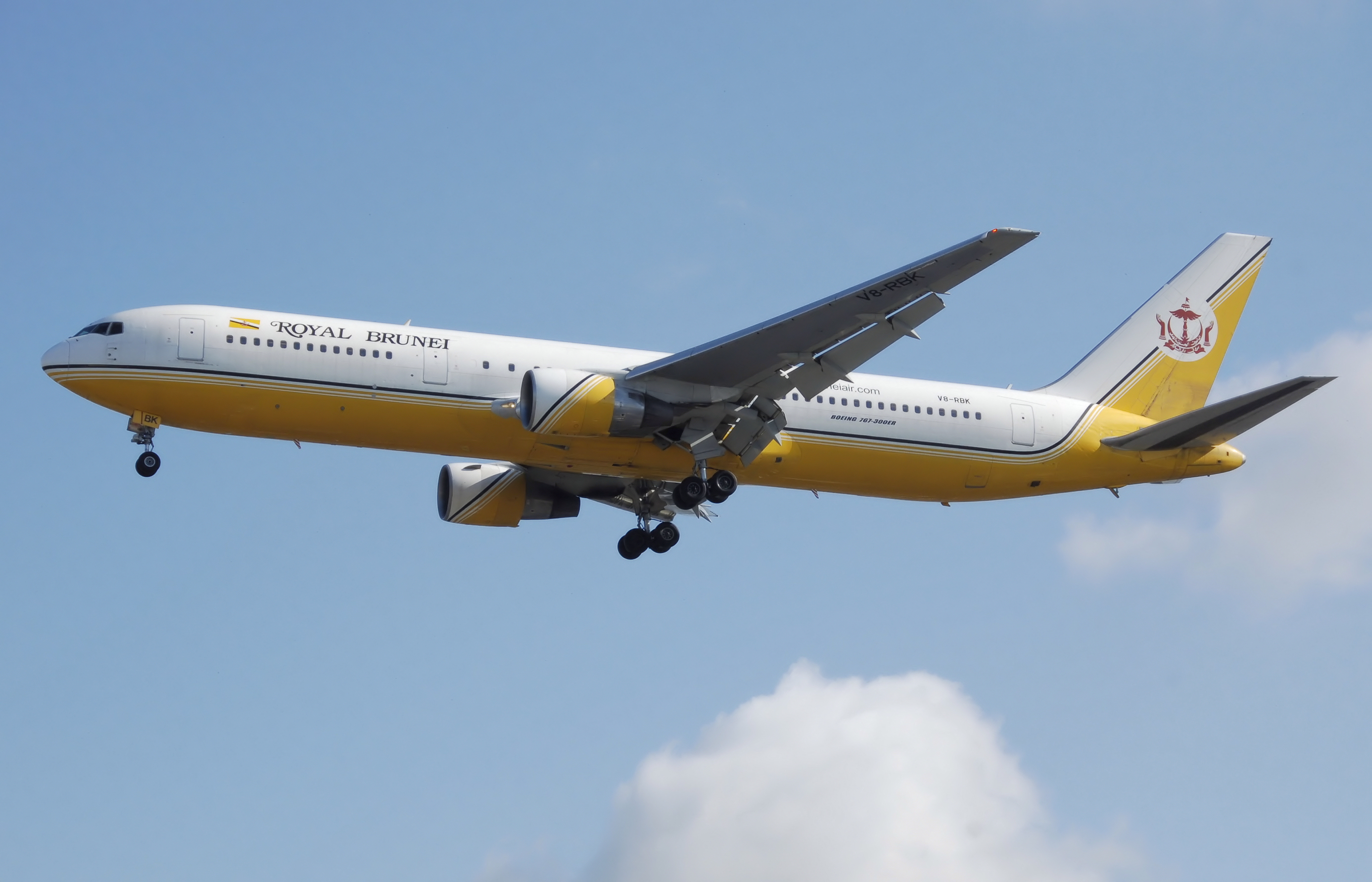
降落中的汶萊皇家航空公司波音767-300
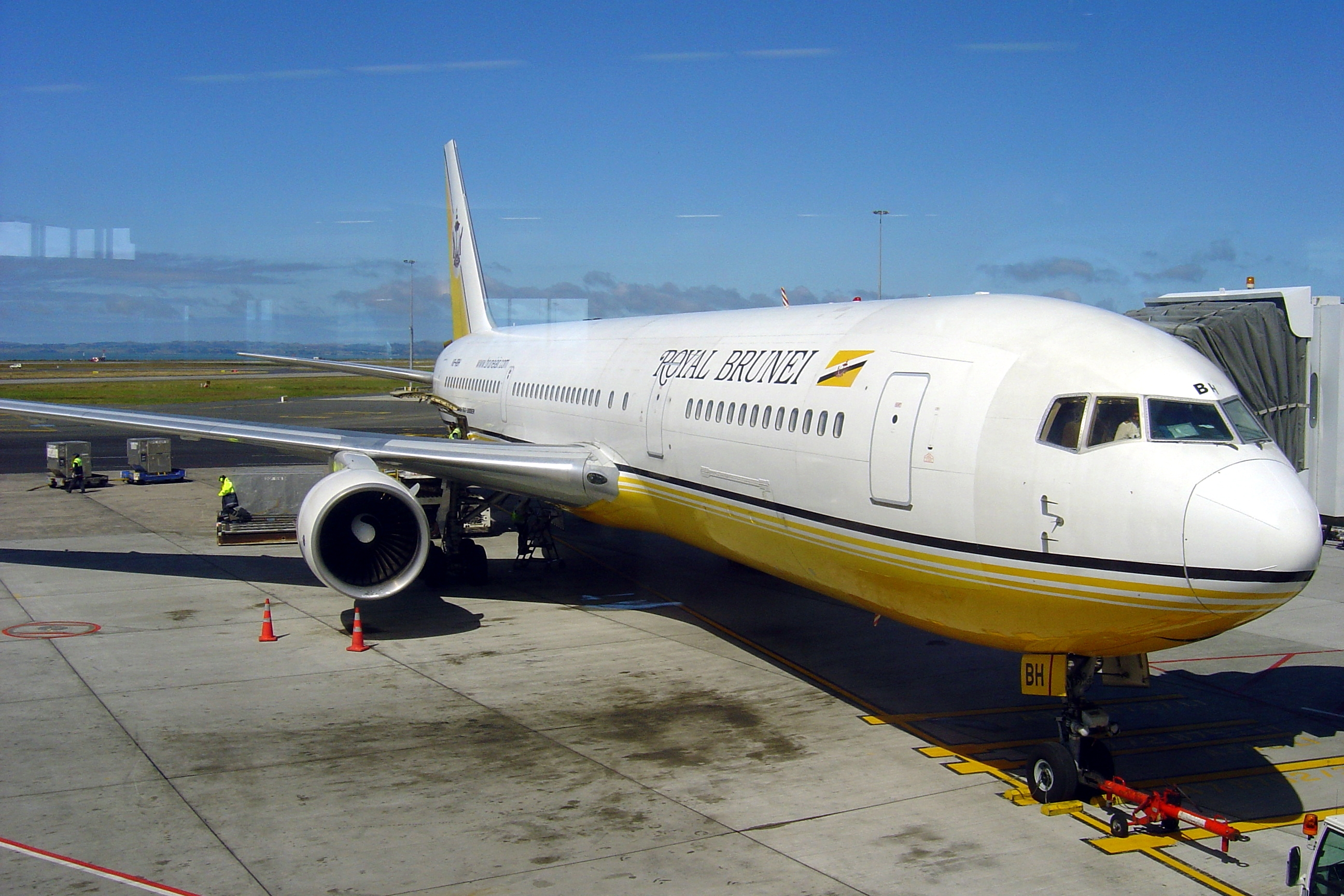
汶萊皇家航空公司波音767停泊於奧克蘭國際機場

汶萊皇家航空曾使用空中巴士A319-132、空中巴士A330-900neo、波音727-200、波音737-200、波音757-200、波音767-200、波音767-200ER、波音767-300ER ( 租賃至越南航空 )、波音777-200ER ( 租賃至新加坡航空） 、福克50、福克70及ATR72-600型客機。

## 航點與代碼共享
汶萊皇家航空目前飛往以下航點
：
| 樞紐機場 | 重點機場 | 即將開航 | 停飛航點 |

| 國家         | 航點     | 機場                        | IATA | ICAO | 抵達班號                                                | 出發班號                                                | 每週班次 |
| ------------ | -------- | --------------------------- | ---- | ---- | ------------------------------------------------------- | ------------------------------------------------------- | -------- |
| 中華民國     | 臺北     | 桃園國際機場                | TPE  | RCTP | 451（逢二、四、日）                                     | 452（逢二、四、日）                                     | 3        |
| 中国         | 北京     | 大興國際機場                | PKX  | ZBAD | 623（逢四、六）                                         | 624（逢四、六）                                         | 2        |
| 中国         | 南寧     | 吳圩國際機場                | NNG  | ZGNN | 627（逢三、日）                                         | 628（逢三、日）                                         | 2        |
| 中国         | 杭州     | 蕭山國際機場                | HGH  | ZSHC | 639（逢二）                                             | 640（逢二）                                             | 1        |
| 中国         | 香港     | 香港國際機場                | HKG  | VHHH | 635（逢一、三、四、五、日）                             | 636（逢一、三、四、五、日）                             | 5        |
| 日本         | 東京     | 成田國際機場                | NRT  | RJAA | 695（逢一、三、五、日）                                 | 696（逢一、三、五、日）                                 | 4        |
|              | 首爾     | 仁川國際機場                | ICN  | RKSI | 651（逢二、三、六）                                     | 652（逢二、三、六）                                     | 3        |
| 菲律賓       | 馬尼拉   | 尼諾伊·艾奎諾國際機場       | MNL  | RPLL | 683（逢三、六） 685（逢一、四、五）                     | 684（逢三、六） 686（逢一、四、五）                     | 5        |
| 越南         | 胡志明市 | 新山一國際機場              | SGN  | VVTS | 381（逢二、四） 383（逢日）                             | 382（逢二、四） 384（逢日）                             | 3        |
| 泰國         | 曼谷     | 蘇凡納布國際機場            | BKK  | VTBS | 513（逢二、六） 519（逢三、日）                         | 514（逢二、六） 520（逢三、日）                         | 4        |
| 马来西亚     | 吉隆坡   | 吉隆坡國際機場              | KUL  | WMKK | 871（逢一、四、五、日） 873（逢二至日）                 | 872（逢一、四、五、日） 874（逢二至日）                 | 10       |
| 马来西亚     | 亞庇     | 亞庇國際機場                | BKI  | WBKK | 821（逢五） 825（逢六） 827（逢一、二、四至日）         | 822（逢二、五、日） 826（逢六） 828（逢二、四、五、日） | 8        |
| 马来西亚     | 古晉     | 古晉國際機場                | KCH  | WBGG | 855（逢二、四、日） 857（逢五）                         | 856（逢二、四、日） 852（逢六）                         | 4        |
| 新加坡       | 新加坡   | 樟宜機場                    | SIN  | WSSS | 421（逢一、二、三、五、日） 423（逢二、四、五、六、日） | 422（逢一、二、三、五、日） 424（逢二、四、五、六、日） | 10       |
| 印度尼西亞   | 雅加達   | 蘇卡諾-哈達國際機場         | CGK  | WIII | 735（逢三、四、五、日） 737（逢二）                     | 736（逢三、四、五、日） 738（逢二）                     | 5        |
| 印度尼西亞   | 泗水     | 朱安達國際機場              | SUB  | WARR | 795（逢一、三、四、五、日）                             | 796（逢一、二、四、五、六）                             | 5        |
|              | 墨爾本   | 墨爾本機場                  | MEL  | YMML | 005（逢一、三至六）                                     | 006（逢一、三至六）                                     | 5        |
| 沙烏地阿拉伯 | 吉達     | 阿卜杜拉·阿齊茲國王國際機場 | JED  | OEJN | 001（逢二、六）                                         | 002（逢二、六）                                         | 2        |
| 阿联酋       | 杜拜     | 杜拜國際機場                | DXB  | OMDB | 097（逢二至日，延遠至倫敦）                             | 098（逢二至日）                                         | 6        |
| 英国         | 倫敦     | 希斯洛機場                  | LHR  | EGLL | 杜拜：097（逢二至日）                                   | 杜拜：098（逢二至日） （接續飛往斯里巴卡旺）            | 6        |

| 汶萊皇家航空歷史航點 | 汶萊皇家航空歷史航點    | 汶萊皇家航空歷史航點                    | 汶萊皇家航空歷史航點 | 汶萊皇家航空歷史航點 |
| 國家                 | 航點                    | 機場                                    | IATA                 | ICAO                 |
| -------------------- | ----------------------- | --------------------------------------- | -------------------- | -------------------- |
|                      | 布里斯本                | 布里斯本機場                            | BNE                  | YBBN                 |
| 達爾文               | 達爾文國際機場          | DRW                                     | YPDN                 |                      |
| 伯斯                 | 伯斯機場                | PER                                     | YPPH                 |                      |
| 雪梨                 | 金斯福德·史密斯國際機場 | SYD                                     | YSSY                 |                      |
| 中华人民共和国       | 北京                    | 首都國際機場                            | PEK                  | ZBAA                 |
| 中华人民共和国       | 上海                    | 浦東國際機場                            | PVG                  | ZSPD                 |
| 中华人民共和国       | 鄭州                    | 新鄭國際機場                            | CGO                  | ZHCC                 |
| 中华人民共和国       | 長沙                    | 黃花國際機場                            | CSX                  | ZGHA                 |
| 中华人民共和国       | 海口                    | 美蘭國際機場                            | HAK                  | ZJHK                 |
| 日本                 | 大阪                    | 關西國際機場                            | KIX                  | RJBB                 |
| 泰國                 | 曼谷                    | 廊曼國際機場                            | DMK                  | VTBD                 |
| 马来西亚             | 美里                    | 美里機場                                | MYY                  | WBGR                 |
| 緬甸                 | 仰光                    | 仰光國際機場                            | RGN                  | VYYY                 |
| 印度尼西亞           | 雅加達                  | 哈利姆·珀達納庫蘇馬國際機場             | HLP                  | WIHH                 |
| 印度尼西亞           | 峇里島                  | 伍拉·賴國際機場                         | DPS                  | WADD                 |
| 印度尼西亞           | 峇里巴板                | 蘇丹阿吉·穆罕默德·蘇萊曼·瑟賓甘國際機場 | BPN                  | WALL                 |
| 印度                 | 加爾各答                | 內塔吉·蘇巴斯·錢德拉·鮑斯國際機場       | CCU                  | VECC                 |
| 科威特               | 科威特城                | 科威特國際機場                          | KWI                  | OKBK                 |
| 阿联酋               | 阿布達比                | 阿布達比國際機場                        | AUH                  | OMAA                 |
| 阿联酋               | 杜拜                    | 阿勒馬克圖姆國際機場                    | DWC                  | OMDW                 |
| 新西兰               | 奧克蘭                  | 奧克蘭機場                              | AKL                  | NZAA                 |
| 英国                 | 倫敦                    | 蓋特威克機場                            | LGW                  | EGKK                 |
| 德国                 | 法蘭克福                | 法蘭克福機場                            | FRA                  | EDDF                 |

### 代碼共享
汶萊皇家航空與以下航空公司簽訂代碼共享協議：
- 印度航空 (AI)
- 法國航空 (AF)
- 全日本空輸 (NH)
- 韓亞航空 (OZ)
- 曼谷航空 (PG)
- 英國航空 (BA)
- 國泰航空 (CX)
- 中華航空 (CI)
- 中國東方航空 (MU)
- 阿聯酋航空 (EK)
- 衣索比亞航空 (ET)
- 杜拜航空 (FZ)
- 嘉魯達印尼航空 (GA)
- 海灣航空 (GF)
- 香港航空 (HX)
- 日本航空 (JL)
- 荷蘭皇家航空 (KL)
- 大韓航空 (KE)
- 馬來西亞航空 (MH)
- 緬甸國際航空 (8M)
- 菲律賓航空 (PR)
- 澳洲航空 (QF)
- 卡達航空 (QR)
- 沙烏地阿拉伯航空 (SV)
- 新加坡航空 (SQ)
- 泰國國際航空 (TG)
- 土耳其航空 (TK)
- 越南航空 (VN)
- 維珍澳洲航空 (VA)